# Антипашин, Николай Михайлович
Николай Михайлович Антипашин (25 октября 1930, село Бахтинск, Московская область) — советский инженер, почётный гражданин города Тольятти.

## Биография
Родился в крестьянской семье, где кроме Николая было ещё трое детей. Отец погиб на фронте в Великую Отечественную войну.
После окончания средней школы в 1947 году поступил в Калужский гидромелиоративный техникум, который окончил в 1950 году.
С 4 сентября 1950 года по распределению трудился в Ставропольском отделе Гидропроекта на должности техника, занимался созданием судоходных сооружений Куйбышевской ГЭС.
В 1957 году заочно окончил Куйбышевский индустриальный институт по специальности «инженер-гидротехник». С 1959 года работал на заводе железобетонных изделий левого берега УСЭПП Министерства энергетики СССР главным технологом, а затем директором.
Под его руководством на заводе в короткие сроки были освоены новые типа железобетонных конструкций. Антипашин лично принимал участие в разработке новых конструкций и технологий по изготовлению сборного железобетона.
В 1963 году Николай Михайлович стал главным инженером управления строительства и эксплуатации производственных предприятий (УСЭПП) Минэнерго СССР. Заводы УСЭПП были главным поставщиком железобетонных изделий и конструкций при строительстве ВАЗа, объектов соцкульбыта Автозаводского района Тольятти. Кроме того изделия завода поступали на строительство ТЭЦ ВАЗа, Тольяттинской ТЭЦ, завода «Трансформатор», завода «Волгоцеммаш», КАМАЗа, Атоммаша, тепловых атомных станций.
С 1970 года возглавил УСЭПП, а в 1982 году после преобразования предприятия в акционерное общество стал генеральным директором АО «Волгоэнергостройпром».
Помимо производственной деятельности Антипашин активно занимался и общественной работой. С 1971 года он трижды был депутатом Тольяттинского городского Совета народных депутатов. С 1977 года пять раз избирался депутатом Куйбышевского областного Совета народных депутатов. Неоднократно был членом бюро Тольяттинского Горкома КПСС и членом бюро Комсомольского райкома КПСС

## Награды
- Ордена;
- Медали;
- Заслуженный строитель РСФСР;
- Почётный энергетик СССР;
- Почётный гражданин города Тольятти (2006) — «за особые заслуги перед городским сообществом и существенный вклад в развитие строительной индустрии города Тольятти, в строительство Волжского автозавода, других крупных промышленных предприятий, объектов жилья и соцкультбыта».